# 면역표현형검사
면역표현형검사(免疫表現型檢査, 영어: immunophenotyping)는 세포에서 발현되는 단백질을 연구하는데 사용되는 기술이다. 면역표현법(免疫表現法)이라고도 한다. 이 기술은 기초 과학 연구 및 실험실에서 진단 목적으로 일반적으로 사용된다. 이는 조직 절편(신선한 조직 또는 고정된 조직), 세포 현탁액 등에서 수행할 수 있다. 백혈병의 진단과 같은 종양 표지자의 검출이 그 예이다. 이는 막의 표면 단백질에 대한 항체로 백혈구를 표지하는 것과 관련된다. 적절한 항체를 선택함으로써 백혈병 세포의 분화를 정확하게 결정할 수 있다. 표지된 세포는 초당 수천 개의 세포를 분석할 수 있는 레이저 기반 장비인 유세포 분석기에서 처리된다. 전체적인 과정은 혈액, 골수 또는 척수액의 세포에서 몇 시간 내에 수행될 수 있다.
면역표현형검사는 형광단 결합 항체가 높은 결합력과 친화력으로 표적 세포를 염색하기 위한 프로브로 사용되는 매우 일반적인 유세포 분석 테스트이다. 이 기술을 사용하면 단백질 조합의 유무에 따라 이질적인 샘플에서 각 세포의 표현형을 빠르고 쉽게 분석할 수 있다.

## 같이 보기
- 종양 표지자
- 항체